# Firaxis Games
Firaxis Games, Inc. is een Amerikaans computerspelontwikkelaar opgericht door Sid Meier, Jeff Briggs en Brian Reynolds in 1996. Firaxis Games is grotendeels bekend geworden door computerspellen als Civilization en Sid Meier's Alpha Centauri. Firaxis is sinds 2005 eigendom van 2K Games, dat op zijn beurt eigendom is van Take-Two Interactive.

## Ontwikkelde spellen
| Release | Titel                                                | Uitgever        | Platform                                                                           |
| ------- | ---------------------------------------------------- | --------------- | ---------------------------------------------------------------------------------- |
| 1997    | Sid Meier's Gettysburg!                              | Electronic Arts | Windows                                                                            |
| 1999    | Sid Meier's Alpha Centauri                           | Electronic Arts | Linux, Mac OS X, Windows                                                           |
| 1999    | Sid Meier's Alien Crossfire                          | Electronic Arts | Linux, Mac OS X, Windows                                                           |
| 1999    | Sid Meier's Antietam!                                | Electronic Arts | Windows                                                                            |
| 2001    | Sid Meier's Civilization III                         | Infogrames      | Mac OS X, Windows                                                                  |
| 2002    | Sid Meier's SimGolf                                  | Electronic Arts | Windows                                                                            |
| 2002    | Sid Meier's Civilization III: Play the World         | Infogrames      | Windows                                                                            |
| 2003    | Sid Meier's Civilization III: Conquests              | Atari           | Windows                                                                            |
| 2004    | Sid Meier's Pirates!                                 | Atari           | iOS, Mac OS X, PlayStation Portable, Wii, Windows, Windows Phone, Xbox, Xbox 360   |
| 2005    | Sid Meier's Civilization IV                          | 2K Games        | Mac OS X, Windows                                                                  |
| 2006    | Sid Meier's Civilization IV: Warlords                | 2K Games        | Mac OS X, Windows                                                                  |
| 2006    | Sid Meier's Railroads!                               | 2K Games        | Mac OS X, Windows                                                                  |
| 2007    | Sid Meier's Civilization IV: Beyond the Sword        | 2K Games        | Mac OS X, Windows                                                                  |
| 2008    | Sid Meier's Civilization Revolution                  | 2K Games        | iOS, Nintendo DS, PlayStation 3, Windows Phone, Xbox 360                           |
| 2008    | Sid Meier's Civilization IV: Colonization            | 2K Games        | Mac OS X, Windows                                                                  |
| 2010    | Sid Meier's Civilization V                           | 2K Games        | Linux, OS X, Windows                                                               |
| 2012    | Sid Meier's Civilization V: Gods & Kings             | 2K Games        | Linux, OS X, Windows                                                               |
| 2012    | XCOM: Enemy Unknown                                  | 2K Games        | Android, iOS, Linux, OS X, PlayStation 3, Windows, Xbox 360                        |
| 2013    | Haunted Hollow                                       | 2K Games        | iOS                                                                                |
| 2013    | Sid Meier's Ace Patrol                               | 2K Games        | iOS, Windows                                                                       |
| 2013    | Sid Meier's Civilization V: Brave New World          | 2K Games        | Linux, OS X, Windows                                                               |
| 2013    | Sid Meier's Ace Patrol: Pacific Skies                | 2K Games        | iOS, Windows                                                                       |
| 2013    | XCOM: Enemy Within                                   | 2K Games        | Android, iOS, Linux, OS X, PlayStation 3, Windows, Xbox 360                        |
| 2014    | Sid Meier's Civilization Revolution 2                | 2K Games        | Android, iOS                                                                       |
| 2014    | Sid Meier's Civilization: Beyond Earth               | 2K Games        | Linux, OS X, Windows                                                               |
| 2015    | Sid Meier's Starships                                | 2K Games        | iOS, OS X, Windows                                                                 |
| 2015    | Sid Meier's Civilization: Beyond Earth - Rising Tide | 2K Games        | Linux, OS X, Windows                                                               |
| 2016    | XCOM 2                                               | 2K Games        | Linux, OS X, PlayStation 4, Windows, Xbox One                                      |
| 2016    | Sid Meier's Civilization VI                          | 2K Games        | iOS, Linux, macOS, Nintendo Switch, PlayStation 4, Windows, Xbox One               |
| 2020    | XCOM: Chimera Squad                                  | 2K Games        | Windows                                                                            |
| 2025    | Sid Meier's Civilization VII                         | 2K Games        | Linux, macOS, Switch, PlayStation 4, PlayStation 5, Xbox One, Xbox Series, Windows |